# Pantalla noticiosa
Pantalla noticiosa fue un informativo televisivo chileno emitido entre el 4 de enero de 1964 y el 31 de diciembre de 1967 por Canal 9 de la Universidad de Chile. Fue el tercer noticiero propiamente tal de Canal 9 (en 1962 su incipiente Departamento de Prensa emitía un breve informativo denominado Las Noticias, que al año siguiente se convirtió en Telenoticioso), lanzado el mismo año que El repórter Esso de Canal 13, y era presentado por Esteban Lob. El Departamento de Prensa estaba dirigido por Julio Fuentes Molina.
Inicialmente, el programa era transmitido de lunes a sábado a las 20:45 horas (UTC-3). En mayo de 1965 es trasladado a las 21:00 horas y su presentador era el desaparecido locutor y periodista Esteban Lob, quien fue acompañado por Justo Camacho en 1966. En enero de 1967 incorpora a José Miguel Varas y Carlos Wilson como presentadores, y en mayo de ese año extiende su emisión a los días domingo, a cargo del locutor Mario Pesce. mientras que en 1968 fue reemplazado por el noticiero El continental, presentado por Pepe Abad.
Sumado a este noticiero, se emitía el microprograma Flash Noticioso (presentado por Alfredo Valenzuela) a distintas horas dentro de la programación de Canal 9. Este consistía en boletines informativos de 2 minutos. Hacia 1967 dichos boletines fueron renombrados como Noticiario Prolene, auspiciado por la marca homónima perteneciente a Textil Progreso y que posteriormente sería replicado en los demás canales chilenos.